# Midway (2019)
Midway is een oorlogsfilm uit 2019, geregisseerd door Roland Emmerich. De film is gebaseerd op de Aanval op Pearl Harbor en de daaropvolgende Slag bij Midway tijdens de Tweede Wereldoorlog. De hoofdrollen worden vertolkt door Ed Skrein, Patrick Wilson, Woody Harrelson, Luke Evans, Mandy Moore, Luke Kleintank, Dennis Quaid, Aaron Eckhart, Nick Jonas en Tadanobu Asano.

## Verhaal
Verrast door Japanse vliegtuigen tijdens de Aanval op Pearl Harbor, zitten de Amerikanen op hun knieën maar ze zijn vastbesloten te reageren. Aan het hoofd van wat overblijft van de glorieuze Amerikaanse marinevloot, bereidt admiraal Chester Nimitz een hinderlaag voor in het Midway-atol. Ondertussen rukken de Japanners, gewapend met technologische overmacht en een onwankelbaar vertrouwen in de overwinning, op naar de belangrijkste oorlogsstrijd in de Stille Oceaan. De Amerikanen haalden de overwinning op de Japanners in juni 1942, maar de oorlog is nog maar net begonnen. Voor de Amerikanen is het een kwestie van vechten tot de onvoorwaardelijke overgave van de vijand, voor de Japanners om overgave nooit als een eervolle optie te beschouwen.

## Rolverdeling
| Acteur          | Personage             |
| --------------- | --------------------- |
| Ed Skrein       | Dick Best             |
| Patrick Wilson  | Edwin Layton          |
| Woody Harrelson | Chester Nimitz        |
| Luke Evans      | Wade McClusky         |
| Mandy Moore     | Ann Best              |
| Luke Kleintank  | Clarence Dickinson    |
| Dennis Quaid    | William 'Bull' Halsey |
| Aaron Eckhart   | Jimmy Doolittle       |
| Nick Jonas      | Bruno Gaido           |
| Tadanobu Asano  | Tamon Yamaguchi       |

## Productie
In mei 2017 Werd Roland Emmerich aangekondigd als regisseur van een film over de Tweede Wereldoorlog met de titel Midway. In april 2018 voegen de acteurs Woody Harrelson en Mandy Moore zich bij de cast. In juli 2018 werd Luke Evans geformaliseerd in de rol van commandant Wade McClusky, die een Navy Cross kreeg voor zijn rol in de Slag bij Midway.
In augustus 2018 werden Patrick Wilson, Ed Skrein, Aaron Eckhart, Nick Jonas, Tadanobu Asano en Dennis Quaid aan de cast toegevoegd. De opnames begonnen 5 september 2018 in Honolulu. Ook waren er opnames gemaakt in Montreal.